# Krtek (dokument)
Krtek (orig.Super mole) je francouzský dokument, v roce 2008 poprvé vysílaný na stanici Animal Planet a poté na Discovery HD. Poposuje život krtka, který v příběhu žije na zahradě "člověka zahradního", jenž se ho snaží zbavit. V celku se též dokument střídá mezi humornou a vzdělávací formou příběhu. Česky byl vysílán dokument jak na české verzi Animal Planet, tak na ČT2.